# Románia az 1968. évi téli olimpiai játékokon
Románia a franciaországi Grenoble-ban megrendezett 1968. évi téli olimpiai játékok egyik részt vevő nemzete volt. Az országot az olimpián 5 sportágban 30 sportoló képviselte, akik összesen 1 érmet szereztek.

## Érmesek
| Érem  | Versenyző                  | Sportág | Versenyszám  |
| ----- | -------------------------- | ------- | ------------ |
| Bronz | Ion Panturu Nicolae Neagoe | Bob     | Férfi kettes |

## Alpesisí
Férfi
| Versenyző      | Versenyszám      | Selejtező | Selejtező | Selejtező | Selejtező | Döntő    | Döntő    | Döntő    | Döntő    | Döntő      | Döntő      |
| Versenyző      | Versenyszám      | 1. futam  | 1. futam  | 2. futam  | 2. futam  | 1. futam | 1. futam | 2. futam | 2. futam | Összesítés | Összesítés |
| Versenyző      | Versenyszám      | Idő       | Hely.     | Idő       | Hely.     | Idő      | Hely.    | Idő      | Hely.    | Idő        | Helyezés   |
| -------------- | ---------------- | --------- | --------- | --------- | --------- | -------- | -------- | -------- | -------- | ---------- | ---------- |
| Dan Cristea    | Lesiklás         |           |           |           |           |          |          |          |          | 2:18,52    | 62.        |
| Dan Cristea    | Műlesiklás       | 53,75     | 2.        |           |           | 56,10    | 39.      | 57,23    | 26.      | 1:53,33    | 25.        |
| Dan Cristea    | Óriás-műlesiklás |           |           |           |           | 1:54,66  | 52.      | 1:56,98  | 50.      | 3:51,64    | 49.        |
| Dorin Munteanu | Lesiklás         |           |           |           |           |          |          |          |          | 2:22,53    | 65.        |
| Dorin Munteanu | Műlesiklás       | 57,72     | 5.        | 56,05     | 3.        | kiesett  | kiesett  | kiesett  | kiesett  | kiesett    | kiesett    |
| Dorin Munteanu | Óriás-műlesiklás |           |           |           |           | 1:55,78  | 55.      | 1:59,18  | 60.      | 3:54,96    | 55.        |

## Biatlon
| Versenyző                                                               | Versenyszám      | Lövőhiba | Időeredmény | Helyezés |
| ----------------------------------------------------------------------- | ---------------- | -------- | ----------- | -------- |
| Nicolae Bărbăşescu                                                      | 20 km egyéni     | 4        | 1:28:05,3   | 29.      |
| Constantin Carabela                                                     | 20 km egyéni     | 0        | 1:22:52,2   | 14.      |
| Gheorghe Cimpoia                                                        | 20 km egyéni     | 1        | 1:26:36,5   | 23.      |
| Vilmoş Gheorghe                                                         | 20 km egyéni     | 6        | 1:26:07,3   | 22.      |
| Gheorghe Cimpoia Constantin Carabela Nicolae Bărbăşescu Vilmoş Gheorghe | 4 × 7,5 km váltó | 4        | 2:25:39,8   | 7.       |

## Bob
| Versenyző                                                   | Versenyszám | 1. futam       | 1. futam       | 2. futam       | 2. futam       | 3. futam       | 3. futam       | 4. futam   | 4. futam   | Összesítés | Összesítés |
| Versenyző                                                   | Versenyszám | Idő            | Hely.          | Idő            | Hely.          | Idő            | Hely.          | Idő        | Hely.      | Idő        | Helyezés   |
| ----------------------------------------------------------- | ----------- | -------------- | -------------- | -------------- | -------------- | -------------- | -------------- | ---------- | ---------- | ---------- | ---------- |
| Ion Panțuru Nicolae Neagoe                                  | Kettes      | 1:10,20        | 2.             | 1:11,62        | 6.             | 1:11,31        | 7.             | 1:11,33    | 4.*        | 4:44,46    |            |
| Romeo Nedelcu Gheorghe Maftei                               | Kettes      | idő nem ismert | idő nem ismert | idő nem ismert | idő nem ismert | idő nem ismert | idő nem ismert | nem indult | nem indult | kiesett    | kiesett    |
| Ion Panțuru Petre Hristovici Gheorghe Maftei Nicolae Neagoe | Négyes      | 1:10,59        | 6.             | 1:07,55        | 3.*            |                |                |            |            | 2:18,14    | 4.         |

* - egy másik csapattal azonos eredményt ért el

## Jégkorong
| Román férfi jégkorongcsapat-játékoskeret                                                                | Román férfi jégkorongcsapat-játékoskeret                                                       | Román férfi jégkorongcsapat-játékoskeret                                                         |
| --- | ---------------------------------------------------------------------------------------------- | ------------------------------------------------------------------------------------------------ |
| - Ion Başa - Vasile Boldescu - Alexandru Calamar - Czaka Zoltán - Constantin Dumitraş - Iulian Florescu | - Fagarasi Zoltán - Ioan Gheorghiu - Ştefan Ionescu - Aurel Moiş - Eduard Pană - Răzvan Schiau | - Mihai Stoiculescu - Valentin Ştefan - Szabó Géza - Iuliu Szabo - Dezideriu Varga - Ştefan Texe |

### Eredmények
Selejtező
| 1968. február 4. | NSZK (FRG) | 7 – 0 (1–0, 3–0, 3–0) | Románia | Grenoble |

|  |  |  |  |  |
|  |  |  |  |  |
|  |  |  |  |  |
|  |  |  |  |  |

Helyosztó csoportkör
| 1968. február 7. | Románia (ROU) | 3 – 2 (2–1, 1–1, 0–0) | Ausztria | Grenoble |

|  |  |  |  |  |
|  |  |  |  |  |
|  |  |  |  |  |
|  |  |  |  |  |

| 1968. február 9. | Franciaország (FRA) | 3 – 7 (0–2, 0–2, 3–3) | Románia | Grenoble |

|  |  |  |  |  |
|  |  |  |  |  |
|  |  |  |  |  |
|  |  |  |  |  |

| 1968. február 12. | Japán (JPN) | 5 – 4 (3–0, 1–3, 1–1) | Románia | Grenoble |

|  |  |  |  |  |
|  |  |  |  |  |
|  |  |  |  |  |
|  |  |  |  |  |

| 1968. február 14. | Norvégia (NOR) | 4 – 3 (2–2, 1–1, 1–0) | Románia | Grenoble |

|  |  |  |  |  |
|  |  |  |  |  |
|  |  |  |  |  |
|  |  |  |  |  |

| 1968. február 16. | Jugoszlávia (YUG) | 9 – 5 (5–3, 1–1, 3–1) | Románia | Grenoble |

|  |  |  |  |  |
|  |  |  |  |  |
|  |  |  |  |  |
|  |  |  |  |  |

Végeredmény
| Csapat        | M | Gy | D | V | G+ | G– | Gk  | P  |
| ------------- | - | -- | - | - | -- | -- | --- | -- |
| Jugoszlávia   | 5 | 5  | 0 | 0 | 33 | 9  | +24 | 10 |
| Japán         | 5 | 4  | 0 | 1 | 27 | 12 | +15 | 8  |
| Norvégia      | 5 | 3  | 0 | 2 | 15 | 15 | 0   | 6  |
| Románia       | 5 | 2  | 0 | 3 | 22 | 23 | –1  | 4  |
| Ausztria      | 5 | 1  | 0 | 4 | 12 | 27 | –15 | 2  |
| Franciaország | 5 | 0  | 0 | 5 | 9  | 32 | –23 | 0  |

| Csapat  | Helyezés |
| ------- | -------- |
| Románia | 12.      |

## Műkorcsolya
| Versenyző       | Versenyszám | Kötelező elemek   | Kötelező elemek | Kűr               | Kűr   | Összesítés                     | Összesítés                     | Összesítés                     | Összesítés                     | Összesítés                     | Összesítés                     | Összesítés                     | Összesítés                     | Összesítés                     | Összesítés        | Összesítés        | Összesítés  | Összesítés | Összesítés |
| Versenyző       | Versenyszám | Kötelező elemek   | Kötelező elemek | Kűr               | Kűr   | Helyezési pontszámok bírónként | Helyezési pontszámok bírónként | Helyezési pontszámok bírónként | Helyezési pontszámok bírónként | Helyezési pontszámok bírónként | Helyezési pontszámok bírónként | Helyezési pontszámok bírónként | Helyezési pontszámok bírónként | Helyezési pontszámok bírónként | Több. hely. száma | Több. hely. össz. | Hely. össz. | Pont       | Helyezés   |
| Versenyző       | Versenyszám | Több. hely. száma | Hely.           | Több. hely. száma | Hely. | 1                              | 2                              | 3                              | 4                              | 5                              | 6                              | 7                              | 8                              | 9                              | Több. hely. száma | Több. hely. össz. | Hely. össz. | Pont       | Helyezés   |
| --------------- | ----------- | ----------------- | --------------- | ----------------- | ----- | ------------------------------ | ------------------------------ | ------------------------------ | ------------------------------ | ------------------------------ | ------------------------------ | ------------------------------ | ------------------------------ | ------------------------------ | ----------------- | ----------------- | ----------- | ---------- | ---------- |
| Beatrice Huştiu | Női egyéni  | 6×31+             | 31.             | 5×21+             | 20.   | 29,0                           | 29,0                           | 29,0                           | 29,0                           | 29,0                           | 30,0                           | 29,0                           | 25,0                           | 28,0                           | 8×29+             | 227,0             | 257,0       | 1457,2     | 29.        |